# Чирпирующее зеркало
Чирпи́рующее зе́ркало (чирпи́рованное зеркало, англ. "chirped mirror") — многослойное диэлектрическое зеркало, с изменяющейся толщиной слоёв. Чирпирующие зеркала применяются в лазерных технологиях для компенсации дисперсии групповых скоростей и отражении света в более широкой области спектра, по сравнению с обычными брэгговскими зеркалами.

## Принцип действия
Обычное диэлектрическое зеркало состоит из чередующихся слоёв двух диэлектриков с разным показателем преломления. Оно предназначено для отражения света на одной определённой длине волны, так как его действие основано на интерференционном эффекте. В чирпирующем зеркале толщины слоёв диэлектриков постепенно изменяются вглубь зеркала, обеспечивая отражение света в более широком спектральном диапазоне. При этом, различные спектральные компоненты излучения проникают на разную глубину, проходя разный оптический путь. Таким образом возникает групповая задержка, значение которой можно регулировать.